# Roland Batik
Roland Batik (* 19. August 1951 in Wien) ist ein österreichischer Pianist und Komponist, der als Wanderer zwischen den musikalischen Welten Tradition und Moderne bzw. Klassik und Jazz verbindet. Roland Batik zählt zu den vielfältigsten Musikern Österreichs. Die Klangsprache des Pianisten und Komponisten überschreitet traditionelle Grenzen. Roland Batik sieht sich selbst als Pianist, der auch komponiert. Der Weg zu seinen Kompositionen verläuft stets über das Klavier, die Improvisation.

## Biografie

### Friedrich Gulda als springender Funke
Als Jugendlicher wollte Roland Batik eigentlich Keyboarder einer bedeutenden Rock- oder Popband werden. „The Who“ und „Queen“, Keith Emerson u. a. waren seine Vorbilder. Den entscheidenden Impuls für seine musikalische Entwicklung bildete ein Konzertbesuch 1971 bei einer Aufführung von Friedrich Guldas „Concertino for Players and Singers“. Roland Batik wurde Student von Walter Fleischmann an der Musikhochschule in Wien (heutige Universität für Musik und darstellende Kunst Wien). Wenig später schrieb er sich am Jazzinstitut des Wiener Konservatoriums, welches Erich Kleinschuster 1969 gegründet hatte, ein (heute: Musik und Kunst Privatuniversität der Stadt Wien). Dort studiert er bei Fritz Pauer Jazz-Klavier und nahm Unterricht bei Friedrich Gulda. Schon während seiner Studienzeit war Batik erfolgreicher Komponist mehrerer Bühnenmusiken für das Burgtheater Wien.
Als Solist in Friedrich Guldas „Concertino for Players und Singers“ unter der Leitung des Komponisten schaffte Roland Batik seinen Durchbruch als Pianist. Von Gulda lernte Batik nicht nur die Interpretation von Bach und Beethoven, sondern auch Disziplin, wohl eine der wesentlichen Voraussetzungen für eine Musikerlaufbahn. Roland Batik perfektionierte nicht nur sein Spiel, er fand sich auch in seiner gleichzeitigen Liebe zur Klassik und zum Jazz bestätigt: „Wirklich große, stilbildende Musiker hatten das eben: das perfekte Timing. Ein natürliches Gefühl, ein völlig natürliches Verhältnis zum Rhythmus. Aus diesem idealen Timing heraus kommt dann auch sofort die dazu passende Spielart.“

### Internationaler Durchbruch – Solo, Duo, Trio
Noch während des Unterrichts bei Friedrich Gulda gründete Roland Batik das Roland Batik Trio – eine bis heute konzertierende Jazzformation. Zwischen 1982 und 1988 bildete Roland Batik gemeinsam mit Paul Gulda ein international sehr erfolgreiches klassisches Klavierduo. Als Mitglied der Wiener Instrumentalsolisten komponierte er zwischen 1987 und 1991 zahlreiche Werke. Nach der Trennung des Duos Batik-Gulda wandte sich Roland Batik wieder verstärkt seiner solistischen Karriere zu – oft in Verbindung von klassischem Repertoire und eigenen grenzüberschreitenden Kompositionen.
 
Konzerttourneen führten den Künstler durch Europa, die USA, Japan und Korea – aber auch auf die heimischen Bühnen der Bregenzer Festspiele, des Carinthischen Sommers u. a.
1991 wurde er mit dem Schallplattenpreis „Wiener Flötenuhr“ für die Gesamtaufnahme der Mozart-Klaviersonaten ausgezeichnet. 1999 erntete er mit der Gesamteinspielung der Klaviersonaten Joseph Haydns euphorische Reaktionen in Presse und Rundfunk.

### Brückenbauer als klassischer Pianist, Jazzmusiker und Komponist
In zunehmendem Maße machte sich Batik nicht nur als Pianist einen Namen, sondern avancierte zu einem gefragten Komponisten von Klavier- und Kammermusik. Doch auch vor großen Besetzungen scheut Batik nicht zurück: 1993 brachte er als Auftragswerk der „Jeunesses Musicales“ selbst sein „Concerto for Piano and Orchestra No.1 – Meditation upon Peace“ mit durchschlagendem Erfolg zur Uraufführung. Mit dem Marimba- und Vibraphon-Virtuosen Woody Schabata gründete er zusammen mit Heinrich Werkl (Kontrabass) 1995 das Projekt „Bridges“, mit welchen er neue kammermusikalische Wege beschreitet. Ungewöhnlich an dieser Formation ist, dass das Schlagzeug durch Mallet-Instrumente, welche sowohl perkussiv als auch als „zweite Melodie Instrumente“ eingesetzt werden können, ersetzt wurde.
Für das Altenberg Trio komponierte Roland Batik vier „Intermezzi“ (Uraufführung Brahmssaal Wien 2001). 2004 folgte das Konzert für Klavier und Orchester Nr. 2, welches Roland Batik gemeinsam mit dem Bruckner Orchester in Linz erstmals aufführte. 2008 entstand sein Konzert für Klavier, Perkussion und Orchester (Konzert Nr. 3). „On the Move“ für Streichorchester und Jazz-Trio (2008, Uraufführung im Rahmen des Festivals „Allegro Vivo“ im Stift Altenburg) und „On the Move Part 2“ (2015, Uraufführung im Rahmen der Konzertreihe „Piano and More“ im Stadttheater Wiener Neustadt) sind weitere Beispiele des symphonischen Schaffens von Roland Batik. 2011 fand die Uraufführung der „4 Bagatellen für Streichquartett und Klavier“ im Rahmen des Carinthischen Sommers statt.

### Raum für Improvisation
Über seinen Stil sagt Batik selbst: „Ich habe noch immer den Mut, im tonalen Bereich zu bleiben; das Innovativ-Zeitgeistige geht am mir zwar nicht vorüber, aber es gibt so viele, die in diese Richtung arbeiten. Da ist es vielleicht nicht ganz falsch, etwas Anderes zu machen. Außerdem kann ich ganz einfach nicht anders! […] Ich strebe in meinen Kompositionen eine Verschmelzung von klassisch-traditionellen Formelementen mit durch Jazz und Ethno beeinflussten Klangvorstellungen an. […] In meinen Klavierkompositionen findet man lyrisch-kantable Elemente bis hin zu Einflüssen von Folklore, Popularmusik und avantgardistischen Klangbildern.“ Ausgenommen in seinen großbesetzten Kompositionen versucht der Jazzer Batik auch immer wieder, dem Interpreten Raum für Improvisation zu geben, ohne dabei das formale Gerüst aus dem Gleichgewicht zu bringen. „Aber stilistisch sind meine Ideen schon romantisch-impressionistisch – mit einer Portion Jazz.“

### Vorbild und Wegbegleiter für „Grenzgänger“
Nebenbei schafft es der mehrfach ausgezeichnete Künstler – unter anderem wurde ihm 2003 der Titel Professor verliehen – als Organisator und künstlerischer Leiter der 1998 von ihm gegründeten Schlosskonzerte Seibersdorf alljährlich Ende Mai hervorragende heimische Musiker zu versammeln und Konzerte von hoher Qualität in stilvollem Rahmen zu geben. 2001 erhielt er den Kulturpreis des Landes Niederösterreich. Seit 2014 fungiert er als musikalischer Mastermind der Konzertreihe „Piano and More“.
Bereits seit 1977 ist Roland Batik auch als Lehrender an der Konservatorium Wien Privatuniversität tätig, an der er bis 1994 parallel Jazz und Konzertfach Klavier unterrichtete und sich mittlerweile nur mehr auf die Klassik konzentriert. Außerdem ist er regelmäßig als Dozent bei den Wiener Meisterkursen, der Internationalen Sommerakademie Mozarteum Salzburg sowie beim internationalen Kammermusikfestival „Allegro Vivo“ tätig.
In den letzten Jahren intensivierte der vielseitige Künstler wieder vermehrt seine Konzerttätigkeit im Solo, im Duo mit Yuko Batik und dem Roland Batik Trio mit Heinrich Werkl (Kontrabass) und Walter Grassmann (Drums). Seit kurzem entsteht ein neues Projekt, ganz in der Tradition von „Bridges“ aber auch darüber stilistisch hinausgehend: „The New Quartett“ mit den drei Shooting-Stars, Florian Eggner (Violoncello), Tobias Meissl (Vibraphon) und Martin Gasser (Altsaxophon).